# کشتی مین‌جمع‌کن کلاس راون
کشتی مین‌جمع‌کن کلاس راون (به انگلیسی: Raven-class minesweeper) یک کلاس از کشتی است که طول آن ۲۲۰ فوت ۶ اینچ (۶۷٫۲۱ متر) می‌باشد.